# Альфонсо V (король Арагону)
Альфо́нсо V (кат. Alfons el Magnanim;ісп. Alfonso V el Magnanimo; 1396— 27 червня 1458) — король Арагону, Валенсії, Майорки, Сардинії та Сицилії (1416-1458). Король Неаполю (1442—1458). Представник Трастамарського дому. Народився в Медіні, Кастилія. Син арагонського короля Фернандо I і альбуркеркської графині Леонори. Прізвисько — Великодушний (кат. el Magnanim

## Біографія

### Інфант
Альфонсо народився близько 1396 року в Медіні-дель-Кампо, Кастилія. Він був сином арагонського короля Фернандо I та його дружини, альбуркеркської графині Леонори.
Альфонсо здобув класичну освіту. У 1414 році отримав титул герцога Жирони і спадкоємця трону. У 1415 році призначається регентом Сицилійського королівства.

### Король Арагону
В 1416 році після смерті батька став новим королем. Основою його політики було розширення в бік Середземномор'я. Спочатку відбулося приборкання Сардинії. У 1420 році відбулося захоплення Кальві на Корсиці.
У 1423 році було пограбовано Марсель у відповідь на дії Людовика III Анжуйского, графа Прованса на півдні Італії. Втім в цей час знать Арагону, Валенсії та Каталонії стали вимагати усунення кастильців з королівської адміністрації, підкреслювати свої особливі привілеї, відмовлялися сплачувати податки, необхідні королю.
У 1446 року відправив війська, які знову окупували Сардинію, яку у 1420-1430-х роках окупували генуезці при підтримці Прованського графства. У 1450 році сталося велике повстання селян на о. Майорці, у 1453—1454 роках тривало повстання у м. Пальма. Водночас почалися потужні виступи селян в Каталонії за скасування залежності. На деякий час король пішов на піступки, втім у 1456 році скасував рішення 1455 року, а у 1457 році відновив попереднє рішення. Водночас в містах Барселонського графства точилася боротьба між королівською адміністрацію і місцевими магістратами.

### Боротьба за Неаполь
Бездітна Неаполітанська королева Джованна II попросила допомоги у Альфонсо V у війні проти Людовика Анжуйського, пообіцявши його за це всиновити і зробити своїм спадкоємцем.
У жовтні 1420 року король висадився в Неаполі, отримав титул герцога Калабрії і спадкоємця Неаполітанського королівства. Тоді вдалося перетягнути на свій бік кондотьєра Муціо Аттендоло де Сфорца. Але 1423 року Альфонсо посварився з Джованною II, намагаючись її повалити. Незабаром між ними почалася війна. Арагонські війська при підтримці герцога Мілану Філіпо Марії Вісконті були вигнані з Італії, а Джованна II оголосила спадкоємцем Людовика III Анжуйського, а потім його брата Рене.
У 1432 році розпочав нову війну. У 1434 році король окупував більшу частину Неаполітанської держави. Після смерті неаполітанської королеви в 1435 році Альфонсо V розпочав війну проти Рене Анжуйського, спадкоємця Людовика III. Того ж року флот на чолі з королем зазнав поразки від генуезького флоту, потрапивши у полон. Після цього Генуя передала Альфонсо своєму сюзерену — герцогу Мілана Філіпо Марії Вісконті. З останнім Альфонсо V вдалося потоваришувати і у 1436 році повернутися до Гаети на півдні.
У 1438 році Альфонсо V розпочав нову кампанію проти Рене Анжуйського, який захопив Абруццо і Кампанію. До 1439 року арагонцям вдалося захопити міста Аверса, Салерно, Беневенто, Манфредонія і Бітонто.
У 1442 році арагонці захопили весь південь Апеннінського півострова, і 1443 року Альфонсо V зайняв трон Неаполя. Він не був талановитим правителем, але італійці любили його, оскільки при ньому закінчилися усобиці і настав мир.
Він перевіз до Неаполя свій двір і переконав переселитися туди багатьох арагонських і сицилійських аристократів. Уклав союз з Венеційською республікою для боротьби з Генуєю, яка підтримувала Рене Анжуйського, що намагався захопити Неаполь.

### Останні роки
З 1450 року став готуватися до захоплення Генуї. Водночас було укладено союз Мамелюцьким султанатом в Єгипті, що сприяло піднесенню міст Неаполітанського і Валенсійського королівств . У 1451 році надав підтримку албанському князю Скандербегу, який визнав зверхність Альфонсо V.
Помер у 1458 році. Неаполітанський трон він заповів бастарду Фердинандо (Ферранте), а Арагон, Сицилію і Сардинію — молодшому брату Хуану, який був фактичним правителем цих земель при Альфонсо V.

## Характеристика
Альфонсо V шанував людей науки і мистецтва, оточив себе розкішшю і уславився своїми любовними пригодами.

## Родина
Дружина — Марія Кастильська, донька Енріке III, короля Кастилії і Леону
Діти: не було
Коханка — Джиралдона Карліно
Діти:
- Фердинанд (1423—1494), король Неаполя у 1458—1494 роках
- Марія (д/н—1449), дружина Леонелло д'Есте, маркіза Феррари
- Леонора (д/н), дружина Маріано Марціано, герцога Скуілаче